# 蓮井梨花
蓮井 梨花（はすい りか、11月28日 - ）は、日本のアナウンサー。

## 略歴
- 日本大学文理学部史学科卒業。東京アナウンスアカデミーを経て、エフエム東京･FM横浜のDJやラジオNIKKEIのアナウンサーを務める。
- NHKの番組、企業CM、VPのナレーションを担当する。

## 人物
- 趣味・特技は茶道、ヨガ

## 作品

### ナレーション
- NHK『海外ドキュメンタリー』『ヨーロピアンライフ』『人間講座』
- NHK BSプレミアム『岩合光昭の世界ネコ歩きmini』
- NHK BS1『アジアWHO’S　WHO』
- NHK BSプレミアム『ハイビジョン特集』
- TBS『NEWS23マンデープラス』